# Énergie en Finlande
Le secteur de l'énergie en Finlande se distingue par une consommation d'énergie primaire par tête très élevée, supérieure de 214 % à la moyenne mondiale et de 88 % à celle de la France en 2023, et répartie en 2023 en 32,7 % de combustibles fossiles, 27,3 % de nucléaire, 39,6 % d'énergies renouvelables (dont 31,0 % de biomasse, 4,0 % d'hydroélectricité et 4,0 % d'éolien) et 0,5 % d'importations nettes d'électricité.
La production d'énergie primaire est presque entièrement décarbonée en 2023 : 57,7 % d'énergies renouvelables, dont 45 % de biomasse, 5,9 % d'énergie hydroélectrique et 6,0 % d'éolien ; énergie nucléaire 40,3 %, charbon et tourbe 1,9 %. Elle couvre seulement 67,6 % de la consommation.
Un autre trait original de la Finlande est l'importance des parts de l'électricité et de la chaleur de réseau dans la consommation finale d'énergie : 27,8 % et 16,2 % respectivement en 2022 ; l'électricité est produite en 2023 à partir d'énergies renouvelables pour 51,7 % (surtout hydroélectricité : 18,7 %, éolien : 18,1 % et biomasse : 13,5 %), du nucléaire pour 42,3 % et des combustibles fossiles pour 5,1 %. La part des importations nettes dans l'approvisionnement du pays en électricité est restée élevée pendant plus de trente ans : entre 11,5 % et 23,2 % ; en 2021, elle atteint 19,8 % et 14,8 % en 2022, mais en 2023 elle tombe à 2,1 % grâce à la mise en service du réacteur nucléaire EPR Olkiluoto 3. Dans la production de chaleur, la part des renouvelables atteint 62,8 % et celle des fossiles 33,7 %.
Les émissions de CO2 liées à l'énergie par habitant sont supérieures de 31 % à la moyenne mondiale, de 11 % à celle de l'Union européenne et de 47 % à celles de la France, malgré la part importante des énergies renouvelables et du nucléaire, du fait du niveau très élevé de la consommation (surtout dans l'industrie qui représente 41,3 % de la consommation finale d'énergie) et de l'utilisation de charbon et de tourbe (27 % des émissions de CO2 en 2023).
Le gouvernement s'est engagé à interdire l'utilisation du charbon dans la production d'électricité d'ici 2029.

## Vue d'ensemble
| Principaux indicateurs sur l'énergie en Finlande | Principaux indicateurs sur l'énergie en Finlande | Principaux indicateurs sur l'énergie en Finlande | Principaux indicateurs sur l'énergie en Finlande | Principaux indicateurs sur l'énergie en Finlande | Principaux indicateurs sur l'énergie en Finlande | Principaux indicateurs sur l'énergie en Finlande |
| --- | ------------------------------------------------ | ------------------------------------------------ | ------------------------------------------------ | ------------------------------------------------ | ------------------------------------------------ | ------------------------------------------------ |
| | Population                                       | Consom. énergie primaire                         | Production                                       | Import. nette                                    | Consom. électricité*                             | Émissions GES**                                  |
| Année | Million                                          | PJ                                               | PJ                                               | PJ                                               | TWh                                              | Mt CO2éq                                         |
| 1990 | 4,99                                             | 1 188                                            | 506                                              | 746                                              | 62,26                                            | 55,0                                             |
| 2000 | 5,18                                             | 1 353                                            | 625                                              | 775                                              | 79,22                                            | 55,9                                             |
| 2010 | 5,36                                             | 1 526                                            | 730                                              | 755                                              | 88,41                                            | 63,7                                             |
| 2015 | 5,48                                             | 1 352                                            | 740                                              | 660                                              | 82,50                                            | 43,9                                             |
| 2016 | 5,50                                             | 1 400                                            | 743                                              | 658                                              | 85,12                                            | 46,8                                             |
| 2017 | 5,51                                             | 1 392                                            | 761                                              | 635                                              | 85,18                                            | 44,2                                             |
| 2018 | 5,52                                             | 1 416                                            | 815                                              | 667                                              | 87,18                                            | 45,5                                             |
| 2019 | 5,52                                             | 1 385                                            | 792                                              | 620                                              | 85,63                                            | 42,4                                             |
| 2020 | 5,53                                             | 1 322                                            | 755                                              | 584                                              | 81,22                                            | 37,6                                             |
| 2021 | 5,54                                             | 1 383                                            | 810                                              | 538                                              | 86,70                                            | 37,7                                             |
| 2022 | 5,56                                             | 1 314                                            | 810                                              | 560                                              | 81,95                                            | 35,6                                             |
| 2023 | 5,58                                             | 1 363                                            | 928                                              | 437                                              | 80,14                                            | 33,0                                             |
| variation 1990-2023 | +12 %                                            | +15 %                                            | +83 %                                            | -41 %                                            | +29 %                                            | -40 %                                            |
| * consommation brute d'électricité = production+importations-exportations-pertes en ligne ** émissions de gaz à effet de serre dues à la combustion. |                                                  |                                                  |                                                  |                                                  |                                                  |                                                  |

## Production d'énergie primaire
| Source                                                  | 1990  | %    | 2000  | %    | 2010  | %    | 2020  | %    | 2023  | % 2023 | var. 2023/1990 |
| Charbon+tourbe                                          | 75,8  | 15,0 | 45,6  | 7,3  | 75,7  | 10,4 | 24,2  | 3,2  | 17,9  | 1,9 %  | -76 %          |
| Pétrole                                                 | 0     | 0    | 4,2   | 0,7  | 2,8   | 0,4  | 0     | 0    | 0     | 0 %    | ns             |
| Total fossiles                                          | 75,8  | 15,0 | 49,8  | 8,0  | 78,5  | 10,8 | 24,2  | 3,2  | 17,9  | 1,9 %  | -76 %          |
| Nucléaire                                               | 209,6 | 41,4 | 245,2 | 39,2 | 248,7 | 34,1 | 254,1 | 33,7 | 374,3 | 40,3 % | +79 %          |
| Hydraulique                                             | 39,1  | 7,7  | 52,8  | 8,4  | 46,5  | 6,4  | 57,2  | 7,6  | 54,7  | 5,9 %  | +40 %          |
| Biomasse-déchets                                        | 181,2 | 35,8 | 274,2 | 43,8 | 350,9 | 48,1 | 382,0 | 50,6 | 417,4 | 45,0 % | +130 %         |
| Éolien, solaire, géoth.                                 | 0,02  | ε    | 0,3   | 0,05 | 1,1   | 0,15 | 30,6  | 4,1  | 55,3  | 6,0 %  | ns             |
| Chaleur                                                 | 0     | 0    | 3,0   | 0,5  | 4,1   | 0,6  | 7,0   | 0,9  | 8,1   | 0,9 %  | ns             |
| Total EnR                                               | 220,3 | 43,6 | 330,3 | 52,8 | 402,7 | 55,2 | 476,8 | 63,1 | 535,5 | 57,7 % | +143 %         |
| Total                                                   | 505,8 | 100  | 625,3 | 100  | 729,9 | 100  | 755,1 | 100  | 927,7 | 100 %  | +83 %          |
| Source des données : Agence internationale de l'énergie |       |      |       |      |       |      |       |      |       |        |                |

En 2017, la part des sources renouvelables dans la consommation finale atteint 41 %.

## Combustibles fossiles

### Pétrole

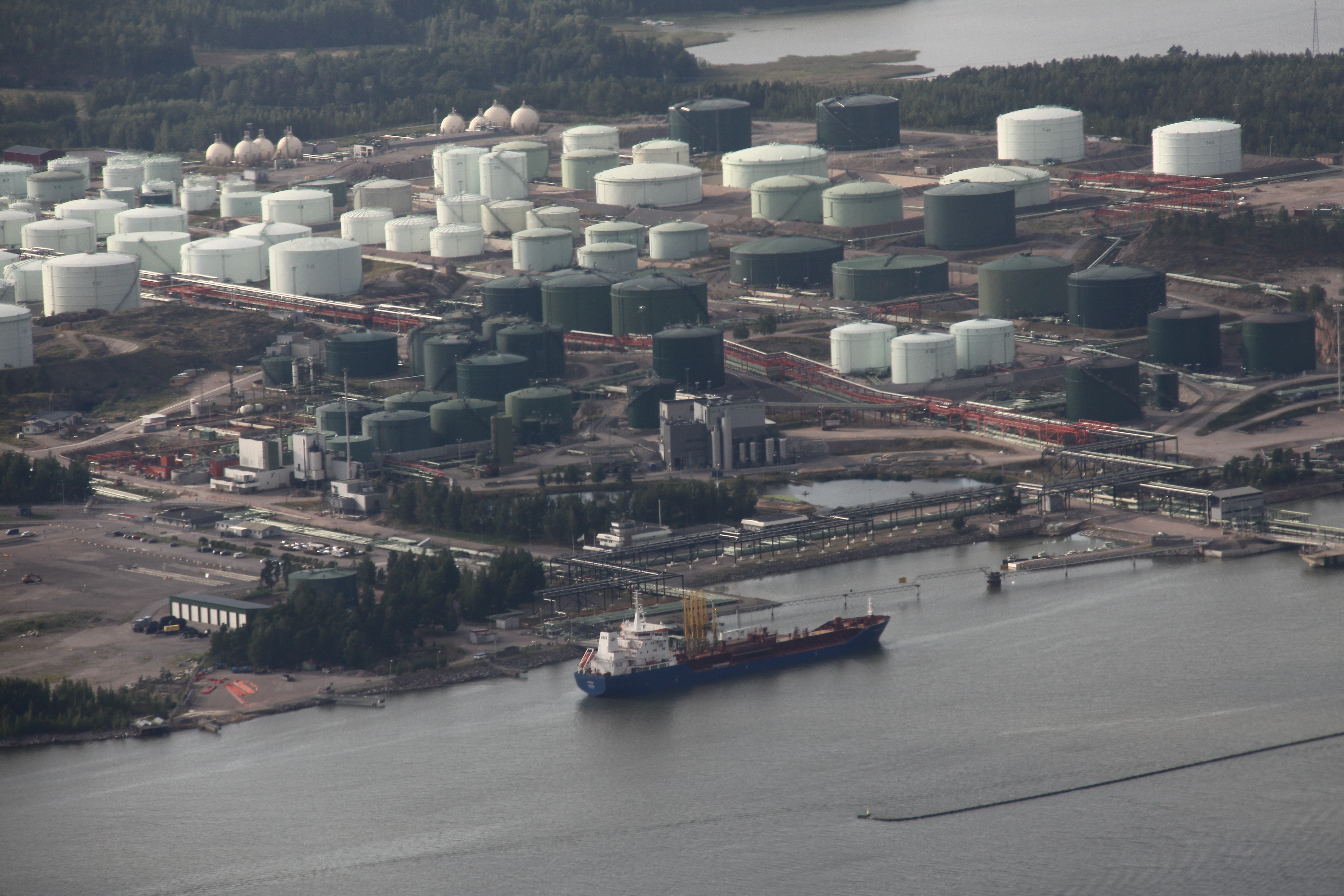
Raffinerie et port pétrolier de Porvoo.

L'Energy Institute estime la consommation de pétrole du pays à 0,33 EJ en 2023, en baisse de 7,6 % en 2023 et de 20 % en dix ans, soit 28 % de la consommation d'énergie primaire du pays.
Le pétrole est utilisé principalement pour le secteur des transports alors qu'environ 260 000 foyers sont chauffés au mazout. Neste Oil est le seul raffineur de pétrole en Finlande, qui est non seulement responsable du raffinage, mais aussi de la commercialisation de produits pétroliers dans le pays. En 2007, les importations de pétrole étaient estimées à environ 11 millions de tonnes. En 2006, les importations de pétrole venaient de Russie à 64 %, de Norvège à 11 %, du Danemark à 11 %, et le reste du Royaume-Uni, du Kazakhstan et d'Algérie. Le pays exporte cependant des produits pétroliers vers les pays baltes et vers l'Amérique du Nord.

### Gaz naturel
L'Energy Institute estime la consommation de gaz naturel du pays à 0,04 EJ en 2023, en hausse de 6,2 % en 2023, mais en baisse de 64 % en dix ans, soit 3 % de la consommation d'énergie primaire du pays.
En 2006, le gaz naturel représentait 11 % de la consommation d'énergie finlandaise, soit près de 4,52 milliards de tonnes, la totalité est importée de Russie. Gasum est l'exploitant du réseau de distribution de gaz naturel en Finlande, il est ainsi le principal importateur, et revendeur.

### Tourbe
La tourbe est la principale ressource fossile de la Finlande. Sa production et sa consommation sont très fluctuantes, à cause principalement des fluctuations climatiques. Elle est utilisée surtout pour la production d'électricité et de chaleur, soit combinée (cogénération), soit séparée (centrales électriques et centrales de chaleur), la cogénération étant largement dominante. L'utilisation directe de la tourbe dans l'industrie est en voie de disparition.
Un rapport de l'Agence internationale de l'énergie publié en 2018 constate que « malgré l'élimination progressive du charbon, le pays continue de se reposer sur la tourbe comme ressource locale pour la sécurité d'approvisionnement. La Stratégie Nationale Énergie-Climat pour 2030 fixe l'objectif de production de la tourbe à 20 TWh en 2020 et 15 TWh en 2030. De ce fait, le mix énergétique finlandais est unique en Europe ».
Selon ce même rapport, la Finlande a produit 3,1 Mt de tourbe en 2017, en baisse de 30 % depuis 2007, et a importé 4,2 Mt de charbon ; ces deux combustibles fossiles ont couvert 12 % de la consommation intérieure d'énergie primaire et produit 14 % de l'électricité du pays. Leur consommation se répartissait en 2016 entre 70,7 % pour la production d'électricité et de chaleur, 16,2 % pour les autres utilisations énergétiques, 11,9 % pour l'industrie et 1,1 % pour le secteur résidentiel.
Les statistiques détaillées de l'Agence internationale de l'énergie ne distingue plus la tourbe du charbon.
| Source                                                  | 1990   | %     | 2000  | %     | 2010  | %     | 2014  | 2015  | % 2015 | var. 2015/1990 |
| Production                                              | 7 154  | 149 % | 4 469 | 73 %  | 7 421 | 80 %  | 6 722 | 3 489 | 61 %   | -51 %          |
| Variation stocks                                        | -2 344 | -49 % | 1 728 | 28 %  | 1 914 | 20 %  | -787  | 2 175 | 38 %   | ns             |
| Consommation brute                                      | 4 810  | 100 % | 6 135 | 100 % | 9 328 | 100 % | 5 982 | 5 724 | 100 %  | +19 %          |
| Centrales électriques                                   | 700    | 15 %  | 961   | 16 %  | 2 300 | 25 %  | 840   | 594   | 10 %   | -15 %          |
| Cogénération                                            | 2 128  | 44 %  | 3 464 | 56 %  | 5 119 | 55 %  | 3 556 | 3 451 | 60 %   | +62 %          |
| Centrales de chaleur                                    | 400    | 8 %   | 399   | 7 %   | 803   | 9 %   | 705   | 767   | 13 %   | +92 %          |
| Consommation finale industrie                           | 1 513  | 31 %  | 1 221 | 20 %  | 782   | 8 %   | 806   | 756   | 13 %   | -50 %          |
| Consommation finale autres                              | 69     | 1 %   | 123   | 2 %   | 251   | 3 %   | 172   | 156   | 3 %    | +126 %         |
| Source des données : Agence internationale de l'énergie |        |       |       |       |       |       |       |       |        |                |

### Charbon
L'Energy Institute estime la consommation de charbon du pays à 0,09 EJ en 2023, en baisse de 26 % en 2023 et de 57 % en dix ans, soit 7 % de la consommation d'énergie primaire du pays.
La consommation de charbon importé est en recul, sauf celle du charbon à coke destiné à la sidérurgie. Le charbon vapeur, utilisé surtout pour la production d'électricité et de chaleur, voit sa consommation fluctuer fortement d'une année à l'autre en fonction des variations climatiques :
| Source                                                  | 1990  | %     | 2000  | %     | 2010  | %     | 2014  | 2015  | % 2015 | var. 2015/1990 |
| Importations charbon à coke                             | 711   | 13 %  | 1 258 | 24 %  | 1 327 | 19 %  | 1 316 | 1 316 | 33 %   | +85 %          |
| Importations autres charbons                            | 5 390 | 95 %  | 3 814 | 73 %  | 4 593 | 66 %  | 4 120 | 2 223 | 56 %   | -59 %          |
| Variation stocks                                        | -453  | -8 %  | 121   | 2 %   | 1 062 | 15 %  | -881  | 451   | 11 %   | ns             |
| Consommation brute                                      | 5 648 | 100 % | 5 193 | 100 % | 6 982 | 100 % | 4 555 | 3 990 | 100 %  | -29 %          |
| Centrales électriques                                   | 1 540 | 27 %  | 1 540 | 30 %  | 3 403 | 49 %  | 1 383 | 606   | 15 %   | -61 %          |
| Cogénération                                            | 2 192 | 39 %  | 1 906 | 37 %  | 2 083 | 30 %  | 1 845 | 1 628 | 41 %   | -26 %          |
| Centrales de chaleur                                    | 152   | 3 %   | 102   | 2 %   | 113   | 2 %   | 179   | 160   | 4 %    | +5 %           |
| Coke                                                    | 711   | 13 %  | 1 284 | 25 %  | 1 195 | 17 %  | 1 239 | 1 224 | 31 %   | +72 %          |
| Consommation finale industrie                           | 1 043 | 18 %  | 366   | 7 %   | 161   | 2 %   | 108   | 126   | 3 %    | -88 %          |
| Source des données : Agence internationale de l'énergie |       |       |       |       |       |       |       |       |        |                |

Ce charbon est principalement importé de Russie et de Pologne.

## Uranium
Les besoins en uranium des centrales nucléaires finlandaises ont été de 446 tU en 2015 et 433 tU en 2016, entièrement importés.

## Consommation d'énergie primaire
Selon l'Agence internationale de l'énergie la consommation d'énergie primaire du pays s'élevait à 1 371,5 PJ en 2023, en progression de 15 % par rapport à 1990, répartie en 32,7 % de combustibles fossiles (pétrole : 21,7 %, charbon : 6,7 %, gaz naturel : 4,3 %), 27,3 % de nucléaire et 39,6 % d'énergies renouvelables. La consommation par habitant était de 245,5 GJ en 2023, en progression de 3 % par rapport à 1990, supérieure de 214 % à la moyenne mondiale : 78,3 GJ, de 88 % à celle de la France : 130,6 GJ et de 102 % à celle de l'Allemagne : 121,6 GJ, mais inférieure de 8 % à celle des États-Unis : 268,9 GJ.
L'Energy Institute, dont les conventions sont différentes, estime la consommation d'énergie primaire du pays à 1,20 EJ en 2023, soit 0,2 % de la consommation mondiale. Elle se répartit en 38 % de combustibles fossiles (pétrole : 27,5 %, charbon : 7,5 %, gaz naturel : 3 %), 26 % d'énergie nucléaire et 36 % d'énergies renouvelables, dont 12 % d'hydroélectricité. La Finlande a une consommation d'énergie primaire par habitant très élevée, estimée à 215,6 GJ en 2023, en baisse de 5 % par rapport à 2013, supérieure de 180 % à la moyenne mondiale (77 GJ), de 61 % à celle de la France (133,8 GJ) et de 57 % à celle de l'Allemagne (137,0 GJ).
| Source                                                  | 1990    | %    | 2000    | %    | 2010    | %    | 2020    | %    | 2023    | % 2023 | var. 2023/1990 |
| Charbon+tourbe                                          | 222,6   | 18,7 | 213,7   | 15,8 | 288,0   | 18,8 | 120,4   | 9,1  | 91,7    | 6,7 %  | -59 %          |
| Pétrole                                                 | 396,1   | 33,3 | 380,5   | 28,1 | 395,7   | 25,9 | 313,0   | 23,6 | 297,1   | 21,7 % | -25 %          |
| Gaz naturel                                             | 91,4    | 7,7  | 143,6   | 10,5 | 160,7   | 10,5 | 88,4    | 6,7  | 59,2    | 4,3 %  | -35 %          |
| Total fossiles                                          | 710,1   | 59,8 | 737,8   | 54,4 | 844,4   | 55,2 | 521,9   | 39,3 | 448,0   | 32,7 % | -37 %          |
| Nucléaire                                               | 209,6   | 17,6 | 245,2   | 18,1 | 248,7   | 16,3 | 254,1   | 19,1 | 374,3   | 27,3 % | +79 %          |
| Hydraulique                                             | 39,1    | 3,3  | 52,8    | 3,9  | 46,5    | 3,0  | 57,2    | 4,3  | 54,7    | 4,0 %  | +40 %          |
| Biomasse-déchets                                        | 191,1   | 16,1 | 274,2   | 20,2 | 347,2   | 22,7 | 403,6   | 30,4 | 424,9   | 31,0 % | +122 %         |
| Éolien, solaire, géoth.                                 | 0,02    | ε    | 0,3     | 0,02 | 1,1     | 0,07 | 30,6    | 2,3  | 55,3    | 4,0 %  | ns             |
| Chaleur                                                 | 0       | 0    | 3,0     | 0,2  | 4,1     | 0,3  | 7,0     | 0,5  | 8,1     | 0,6 %  | ns             |
| Total EnR                                               | 230,2   | 19,4 | 330,3   | 24,4 | 399,0   | 26,1 | 498,4   | 37,5 | 543,1   | 39,6 % | +136 %         |
| Solde imp.électricité                                   | 38,3    | 3,2  | 42,8    | 3,2  | 37,8    | 2,5  | 54,4    | 4,1  | 6,2     | 0,5 %  | -84 %          |
| Total                                                   | 1 188,3 | 100  | 1 356,0 | 100  | 1 529,8 | 100  | 1 328,7 | 18,9 | 1 371,5 | 100 %  | +15 %          |
| Source des données : Agence internationale de l'énergie |         |      |         |      |         |      |         |      |         |        |                |

La Finlande fait partie des pays industrialisés dont le mix énergétique est le moins dépendant des combustibles fossiles, selon un rapport publié le 23 octobre 2018 par l’Agence internationale de l’énergie (AIE). Le pays souhaite encore diviser par deux sa consommation de pétrole et arrêter de recourir au charbon d’ici à 2030, en s’appuyant principalement sur deux filières : la biomasse et le nucléaire. En 2017, près de 28,5 % de la consommation d’énergie primaire de la Finlande a été satisfaite par de la biomasse et des déchets, ce qui en fait les premières sources d’énergie du pays, devant le pétrole (26,3 %). Les sous-produits de l’industrie forestière et résidus de bois sont utilisés à des fins de production d’électricité et de chaleur ou sont transformés en biocarburants de deuxième génération, dont l’industrie finlandaise est le leader mondial. Le gouvernement a fixé l'objectif d'utiliser 30% d’énergies renouvelables dans le transport routier d’ici à 2030, et la part du nucléaire dans la production d'électricité pourrait atteindre près de 40 % d'ici 2025-2030.

## Consommation finale d'énergie
La consommation finale d'énergie en Finlande (après raffinage, transformation en électricité ou en chaleur de réseau, transport, etc) a évolué comme suit :
| Source                                                  | 1990  | %    | 2000    | %    | 2010    | %    | 2020    | %    | 2022  | % 2022 | var. 2022/1990 |
| Charbon                                                 | 65,5  | 7,0  | 41,1    | 4,0  | 34,0    | 3,1  | 20,4    | 2,0  | 17,8  | 1,8 %  | -73 %          |
| Produits pétroliers                                     | 389,0 | 41,6 | 345,9   | 33,8 | 341,8   | 30,9 | 294,2   | 29,0 | 274,3 | 27,5 % | -29 %          |
| Gaz naturel                                             | 40,2  | 4,3  | 38,4    | 3,8  | 34,5    | 3,1  | 30,1    | 3,0  | 27,5  | 2,8 %  | -32 %          |
| Total fossiles                                          | 494,7 | 52,9 | 425,4   | 41,6 | 410,3   | 37,1 | 344,7   | 34,0 | 319,6 | 32,1 % | -35 %          |
| Biomasse-déchets                                        | 147,4 | 15,8 | 188,4   | 18,4 | 203,6   | 18,4 | 241,0   | 23,8 | 238,8 | 24,0 % | +62 %          |
| Électricité                                             | 212,2 | 22,7 | 272,5   | 26,6 | 300,6   | 27,2 | 276,8   | 27,3 | 276,7 | 27,8 % | +30 %          |
| Chaleur                                                 | 80,2  | 8,6  | 136,8   | 13,4 | 190,7   | 17,3 | 151,9   | 15,0 | 161,6 | 16,2 % | +102 %         |
| Total                                                   | 934,6 | 100  | 1 023,2 | 100  | 1 105,2 | 100  | 1 014,5 | 100  | 996,8 | 100 %  | +7 %           |
| Source des données : Agence internationale de l'énergie |       |      |         |      |         |      |         |      |       |        |                |

| Filière                                                  | 1990  | %    | 2000    | %    | 2010    | %    | 2020    | %    | 2022  | % 2022 | var. 2022/1990 |
| Industrie                                                | 381,9 | 40,9 | 486,2   | 47,5 | 453,9   | 41,1 | 433,0   | 42,7 | 411,6 | 41,3 % | +8 %           |
| Transport                                                | 165.4 | 17,7 | 165,6   | 16,2 | 180,9   | 16,4 | 162,4   | 16,0 | 160,8 | 16,1 % | -3 %           |
| Résidentiel                                              | 223,3 | 23,9 | 187,8   | 18,4 | 243,2   | 22,0 | 200,3   | 19,7 | 207,4 | 20,8 % | -7 %           |
| Tertiaire                                                | 37,4  | 4,0  | 97,2    | 9,5  | 129,9   | 11,7 | 114,1   | 11,2 | 121,1 | 12,2 % | +224 %         |
| Agriculture                                              | 38,7  | 4,1  | 32,0    | 3,1  | 34,3    | 3,1  | 32,5    | 3,2  | 30,5  | 3,1 %  | -21 %          |
| Non spécifié                                             | 27,8  | 3,0  | 10,7    | 1,0  | 12,0    | 1,1  | 10,2    | 1,0  | 8,0   | 0,8 %  | -71 %          |
| Usages non énergétiques (chimie)                         | 60,1  | 6,4  | 43,7    | 4,3  | 51,0    | 4,6  | 62,0    | 6,1  | 57,4  | 5,8 %  | -4 %           |
| Total                                                    | 934,6 | 100  | 1 023,2 | 100  | 1 105,2 | 100  | 1 014,5 | 100  | 996,8 | 100 %  | +7 %           |
| Source des données : Agence internationale de l'énergie. |       |      |         |      |         |      |         |      |       |        |                |

## Secteur électrique

### Production d'électricité

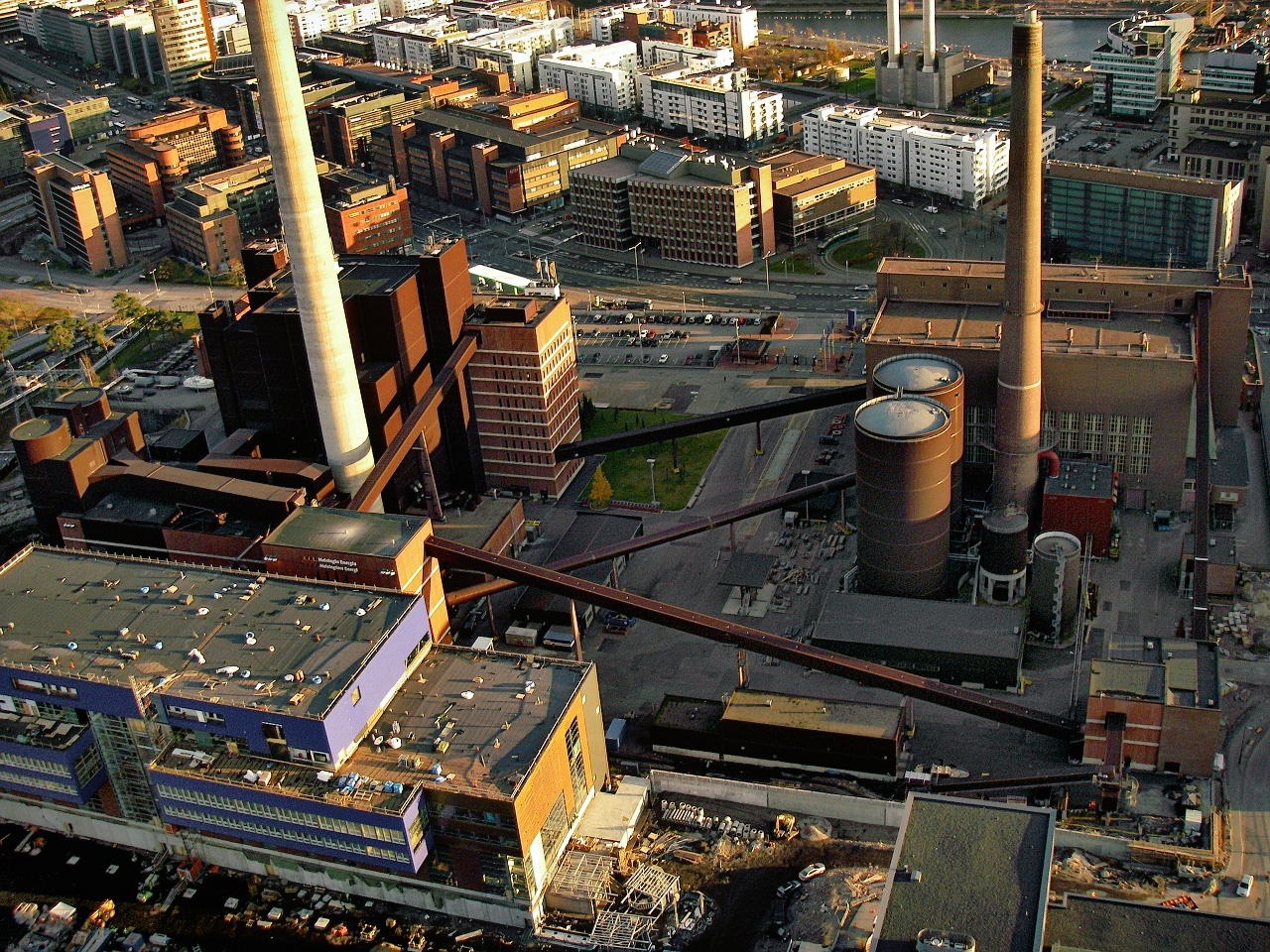
La centrale thermique de cogénération au charbon de Salmisaari à Helsinki.

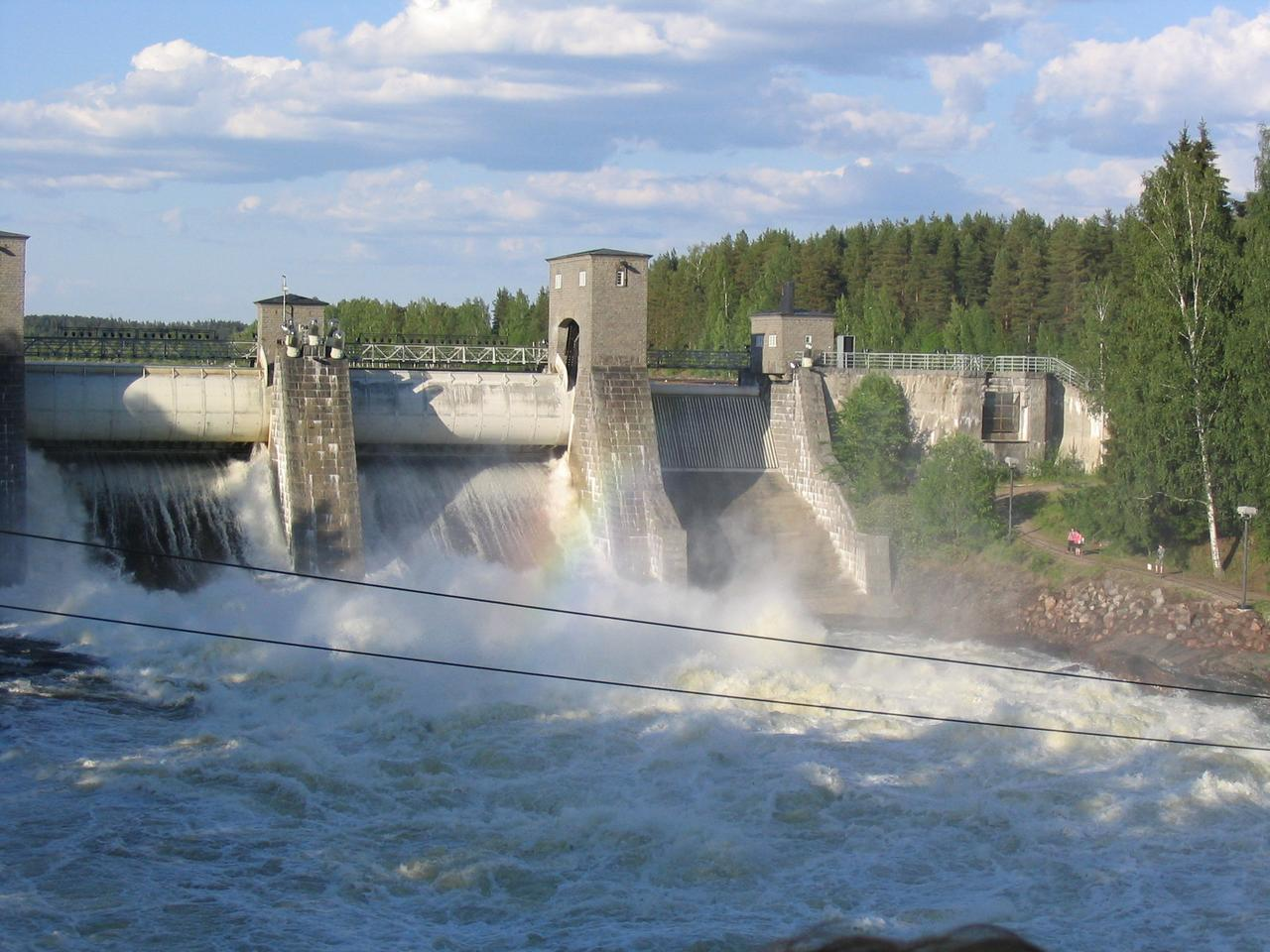
Centrale hydroélectrique d'Imatra.

La production d'électricité finlandaise en 2023 est décarbonée à 94,6 % : la part de l'énergie nucléaire est de 42,3 % et celle des énergies renouvelables de 51,7 % :
| Source                                                   | 1990   | %    | 2000   | %     | 2010   | %    | 2020   | %    | 2023   | % 2023 | var. 2023/1990 |
| Charbon+tourbe                                           | 12 812 | 23,6 | 13 137 | 18,8  | 21 415 | 26,5 | 5 180  | 7,5  | 3 316  | 4,1 %  | -74 %          |
| Pétrole                                                  | 1 679  | 3,1  | 587    | 0,8   | 484    | 0,6  | 201    | 0,3  | 179    | 0,2 %  | -89 %          |
| Gaz naturel                                              | 4 655  | 8,6  | 10 131 | 14,5  | 11 259 | 14,0 | 3 991  | 5,8  | 672    | 0,8 %  | -86 %          |
| Total fossiles                                           | 19 146 | 35,2 | 23 855 | 34,1  | 33 158 | 41,1 | 9 372  | 13,5 | 4 167  | 5,1 %  | -78 %          |
| Nucléaire                                                | 19 216 | 35,3 | 22 479 | 32,1  | 22 800 | 28,3 | 23 291 | 33,6 | 34 308 | 42,3 % | +79 %          |
| Hydraulique                                              | 10 859 | 20,0 | 14 660 | 21,0  | 12 922 | 16,0 | 15 883 | 22,9 | 15 200 | 18,7 % | +40 %          |
| Biomasse                                                 | 5 156  | 9,5  | 8 523  | 12,2  | 10 658 | 13,2 | 11 057 | 16,0 | 10 922 | 13,5 % | +112 %         |
| Déchets renouv.                                          | 0      |      | 107    | 0,2   | 299    | 0,4  | 513    | 0,7  | 456    | 0,6 %  | ns             |
| Éolien                                                   | 0      |      | 78     | 0,1   | 294    | 0,4  | 8 256  | 11,9 | 14 691 | 18,1 % | ns             |
| Solaire                                                  | 0      |      | 2      | 0,003 | 5      | 0,01 | 218    | 0,3  | 647    | 0,8 %  | ns             |
| Total EnR                                                | 16 015 | 29,5 | 23 379 | 33,4  | 24 195 | 30,0 | 35 927 | 51,9 | 41 916 | 51,7 % | +162 %         |
| Déchets non renouv.                                      | 0      |      | 73     | 0,1   | 214    | 0,3  | 450    | 0,6  | 475    | 0,6 %  | ns             |
| Autres sources                                           |        |      | 191    | 0,3   | 308    | 0,4  | 227    | 0,3  | 262    | 0,3 %  | ns             |
| Total                                                    | 54 377 | 100  | 69 976 | 100   | 80 674 | 100  | 69 267 | 100  | 81 128 | 100 %  | +49 %          |
| Source des données : Agence internationale de l'énergie. |        |      |        |       |        |      |        |      |        |        |                |

Les importations nettes d'électricité atteignent 1 724 GWh en 2023, soit 2,1 % de l'approvisionnement du pays en électricité, contre 12 517 GWh, soit 14,8 % en 2022 et 17 768 GWh, soit 19,8 % en 2021.
L'Energy Institute estime la production d'électricité de la Finlande en 2023 à 81,3 TWh, en hausse de 12,6 % en 2023 et de 14 % en dix ans, soit 0,3 % de la production mondiale et 2,1 % de celle de l'Europe. La part du nucléaire atteint 42,1 %. La part des énergies renouvelables atteint 51,5 %, dont 18,6 % d'hydroélectricité, 18,5 % d'éolien, 0,9 % de solaire et 13,5 % d'autres EnR (biomasse, déchets). Le taux de décarbonation de la production d'électricité atteint donc 93,6 %.
En mars 2013, la Commission européenne a demandé à la Cour de justice de l'Union européenne d'imposer une pénalité de 32 000 € par jour à la Finlande pour son retard à mettre en œuvre la directive sur l'électricité.
Le ministre de l’Environnement finlandais, Kimmo Tiilikainen, a confirmé en avril 2018 que le gouvernement avançait à 2029 son projet d’interdiction du charbon comme source d’énergie initialement prévu pour 2030. Il avait même suggéré en janvier 2018 que la Finlande pourrait interdire les combustibles fossiles dès 2025. La loi sur le plan énergétique national sera proposée en 2018. L’abandon du charbon aidera la Finlande à réduire sa dépendance vis-à-vis des importations russes, puisque 66 % du charbon du pays provient de Russie. Deux nouveaux réacteurs nucléaires seront mis en service au cours des dix prochaines années, portant la part du nucléaire de 30 % à 60 % de la production d'électricité

#### Énergie nucléaire

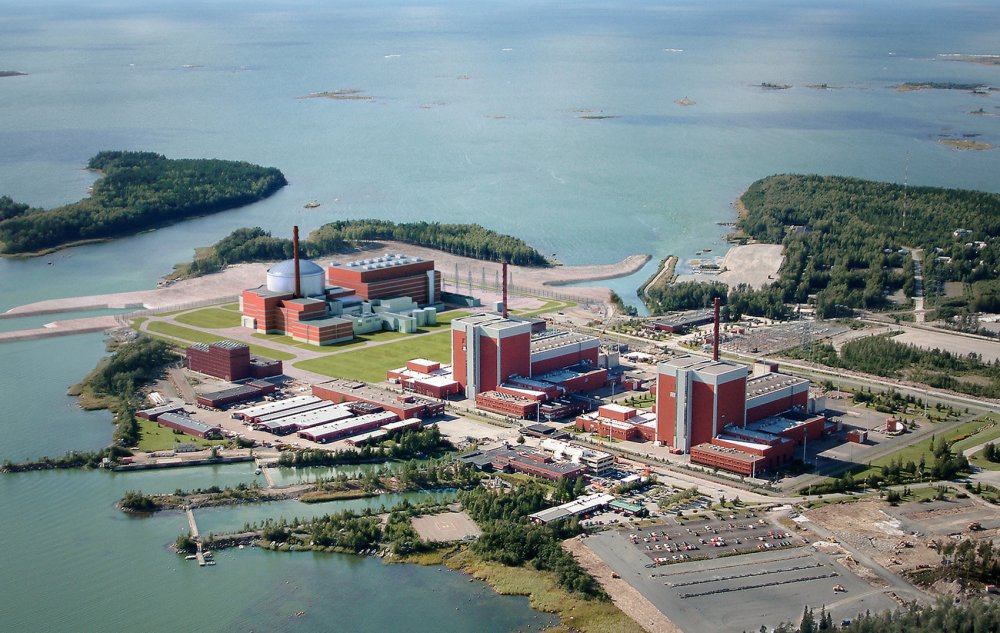
La centrale nucléaire d'Olkiluoto.

En août 2024, la Finlande dispose de cinq réacteurs en fonctionnement, d'une puissance installée nette de 4 394 MWe, répartis sur deux centrales nucléaires électriques : la centrale nucléaire de Loviisa (2 réacteurs de 507 MWe chacun, entrés en service en 1977 et 1980) et la centrale nucléaire d'Olkiluoto (2 réacteurs de 890 MWe chacun, mis en service en 1978 et 1980, et un EPR de 1 600 MWe mis en service en 2022). Ces cinq réacteurs ont produit 32,7 TWh en 2023, soit 42 % de la production d'électricité du pays. Le taux de disponibilité moyen sur les années 2021 à 2023 est de 92,4 %, l'un des plus élevés au monde (moyenne mondiale : 82,0 %).
La Finlande possède en outre un petit réacteur de recherche situé à Otaniemi.
Un cinquième réacteur nucléaire, un EPR, a été construit à Olkiluoto (contrat de décembre 2003, la coulée du 1er béton a eu lieu en juillet 2005) et devait initialement entrer en production en 2009, date repoussée plusieurs fois. Avec douze ans de retard, la première connexion au réseau électrique a lieu le 12 mars 2022 (début de la période d’exploitation selon l’AIEA), la puissance nominale devait être atteinte en juillet 2022, mais des dégâts constatés lors des essais sur les turbines entrainent un report au 8 mars 2023 du fonctionnement à pleine puissance. Ce réacteur Olkiluoto-3 fournira à terme jusqu'à 20 % de la consommation totale d'électricité de la Finlande, et la part décarbonée de la production d'électricité passera à plus de 90 %. En 2019, le nucléaire en produisait près de 35 % et les renouvelables 47 %.
Le 21 avril 2010, le gouvernement finlandais a décidé d'accorder des permis pour la construction d'un sixième et d'un septième réacteur.
En 2011, le groupe finlandais Fennovoima a décidé de construire un réacteur nucléaire à Pyhäjoki (Nord-Ouest). Fondé en 2007, Fennovoima est constitué d'une soixantaine d'industriels fortement consommateurs d'électricité, comme le sidérurgiste Outokumpu, et des « utilities » locales ; le but de ce groupement est de sécuriser l'approvisionnement électrique de ses membres au moindre coût. Areva ayant été écarté, c'est finalement Rosatom qui a remporté, en décembre 2014, ce contrat compris entre 4 et 6 milliards d'euros pour la construction d'un nouveau réacteur de 1 200 MW dérivé du VVER, dénommé Hanhikivi-1, qui devait être opérationnel en 2024. Rosatom avait déjà construit la centrale nucléaire de Loviisa. Fennovoima annonce en décembre 2018 que la mise en service n'interviendrait pas avant 2028, du fait de difficultés pour obtenir l'aval de l'autorité de sûreté nucléaire et de radioprotection STUK.
Le 17 juin 2018, les Verts finlandais, qui représentent plus de 14 % des électeurs, ont annoncé ne plus être « dogmatiques » à l’égard de l’énergie nucléaire et opter pour une « attitude ouverte à toutes recherches ou innovations technologiques respectueuses de l'environnement et à faibles émissions ». Les candidats Verts aux élections municipales ont été également nombreux à signer la déclaration appelant les villes finlandaises à explorer l’utilisation des petits réacteurs nucléaires (SMR) pour le chauffage urbain.
En 2022, à la suite de l'invasion de l'Ukraine par la Russie de 2022, la Finlande met fin à son contrat avec Rosatom pour la construction de la centrale de Hanhikivi I.
En février 2023, le gouvernement finlandais accorde une extension de la licence d'exploitation des deux réacteurs de la centrale de Loviisa jusqu'à la fin de 2050.
Le 16 avril 2023, le réacteur EPR Olkiluoto 3 est mis en service commercial, dix-huit ans après le début du chantier, avec 13 ans de retard sur le calendrier initial. Les trois réacteurs de la centrale d'Olkiluoto produisent désormais environ 30 % de l'électricité finlandaise,.

#### Énergies renouvelables
En 2023, la part de production électrique en Finlande à partir de sources renouvelables était de 51,7 % ; les énergies renouvelables se partageaient entre l'énergie hydraulique : 15,2 TWh, l'énergie éolienne : 14,7 TWh, la biomasse : 10,9 TWh, l'énergie solaire photovoltaïque : 0,65 TWh et les déchets renouvelables : 0,46 TWh.

##### Énergie hydroélectrique
La Finlande se classe au 15e rang européen par sa puissance installée hydroélectrique : 3 257 MW ; sa production hydroélectrique s'est élevée à 12,28 TWh en 2019.

##### Énergie éolienne

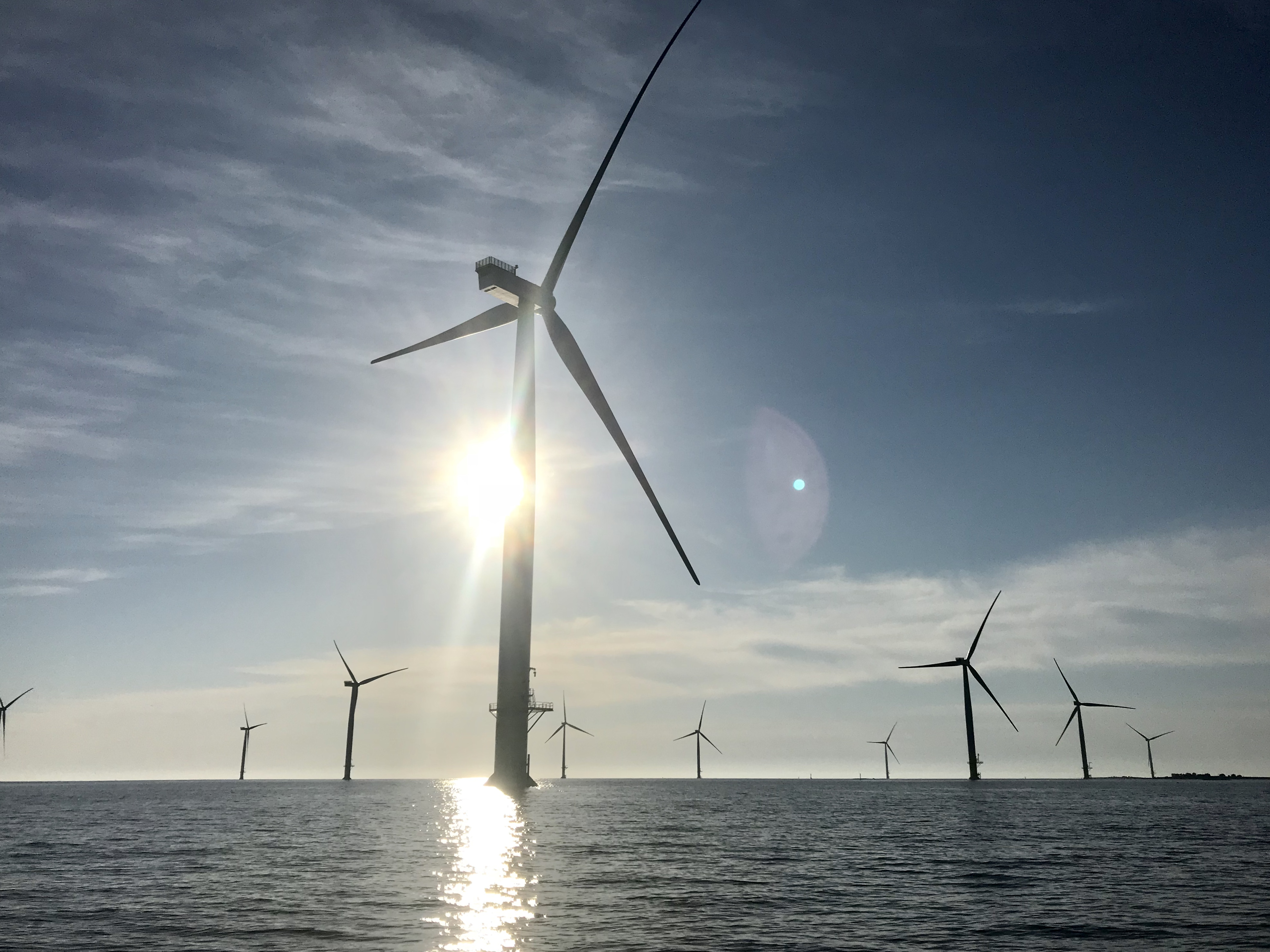
Parc éolien de Tahkoluoto, 2018.

##### Énergie solaire
La production d'énergie photovoltaïque est faible en 2023 : 647 GWh, soit 0,8 % de la production d'électricité du pays, mais sa progression est rapide : +132 % en 2022 et +165 % en 2023.
Selon EurObserv'ER, la Finlande a produit 646,5 GWh en 2023, en progression de 65 %, soit 0,3 % de la production de l'Union européenne (UE), au 21e rang des producteurs photovoltaïques de l'UE, loin derrière l'Allemagne (25,1 %), l'Espagne (17,6 %), l'Italie (12,6 %), la France (9,5 %), les Pays-Bas (8,7 %), la Pologne (4,7 %) et la Grèce (3,4 %).
En 2023, la Finlande a installé 354 MWc, soit 0,7 % du total de l'UE, loin derrière l'Allemagne (27,5 %), l'Espagne (13,7 %), l'Italie (9,9 %), la Pologne (9,2 %), les Pays-Bas (8,1 %) et la France (6 %). La puissance installée du parc photovoltaïque finlandais atteint 1 018 MWc, en progression de 53 % en un an, au 19e rang européen, loin derrière l'Allemagne (82 191 MWc, soit 32 %), l'Espagne (30 612 MWc, 11,9 %), l'Italie (30 300 MWc, 11,8 %), les Pays-Bas (23 904 MWc, 9,3 %), la France (20 451 MWc, 8 %) et la Pologne (17 057 MWc, 6,6 %). La puissance installée par habitant en Finlande atteignait 183 Wc fin 2023, inférieure de 68 % à la moyenne de l'Union européenne (572,5 Wc), au 23e rang européen, loin derrière les Pays-Bas (1 342,1 Wc), l'Allemagne (974,3 Wc), l'Espagne (636,6 Wc), la Pologne (464,1 Wc) et la France (300,7 Wc).

### Échanges internationaux d'électricité
La production d'électricité finlandaise est systématiquement déficitaire depuis plus de 30 ans. Le solde importateur varie entre 11,5 % et 23,2 % jusqu'à 2022, puis chute à 2,1 % en 2023 après la mise en service du réacteur nucléaire EPR Olkiluoto 3 :
| Année | Importations | Exportations | Solde importateur | Production en Finlande | Total approvisionnement | % imp/appro* |
| 1990 | 11 007       | 364          | 10 643            | 54 377                 | 65 020                  | 16,4 %       |
| 2000 | 12 206       | 326          | 11 880            | 69 976                 | 81 856                  | 14,5 %       |
| 2005 | 17 948       | 933          | 17 015            | 70 582                 | 87 597                  | 19,4 %       |
| 2006 | 14 118       | 2 717        | 11 401            | 82 312                 | 93 713                  | 12,2 %       |
| 2007 | 15 419       | 2 862        | 12 557            | 81 245                 | 93 802                  | 13,4 %       |
| 2008 | 16 107       | 3 335        | 12 772            | 77 432                 | 90 204                  | 14,2 %       |
| 2009 | 15 460       | 3 375        | 12 085            | 72 069                 | 84 154                  | 14,4 %       |
| 2010 | 15 719       | 5 218        | 10 501            | 80 674                 | 91 175                  | 11,5 %       |
| 2011 | 17 656       | 3 804        | 13 852            | 73 501                 | 87 353                  | 15,9 %       |
| 2012 | 19 089       | 1 645        | 17 444            | 70 411                 | 87 855                  | 19,9 %       |
| 2013 | 17 591       | 1 876        | 15 715            | 71 257                 | 86 972                  | 18,1 %       |
| 2014 | 21 622       | 3 655        | 17 967            | 68 094                 | 86 061                  | 20,9 %       |
| 2015 | 21 459       | 5 122        | 16 337            | 68 599                 | 84 936                  | 19,2 %       |
| 2016 | 22 110       | 3 159        | 18 951            | 68 757                 | 87 708                  | 21,6 %       |
| 2017 | 22 204       | 1 779        | 20 425            | 67 523                 | 87 948                  | 23,2 %       |
| 2018 | 22 548       | 2 612        | 19 936            | 70 263                 | 90 199                  | 22,1 %       |
| 2019 | 23 938       | 3 896        | 20 042            | 68 650                 | 88 692                  | 22,6 %       |
| 2020 | 21 774       | 6 670        | 15 104            | 69 267                 | 84 371                  | 17,9 %       |
| 2021 | 24 492       | 6 724        | 17 768            | 72 120                 | 89 888                  | 19,8 %       |
| 2022 | 19 397       | 6 880        | 12 517            | 72 220                 | 84 737                  | 14,8 %       |
| 2023 | 9 644        | 7 920        | 1 724             | 81 128                 | 82 852                  | 2,1 %        |
| * part des importations nettes dans l'approvisionnement électrique du pays. Source des données : Agence internationale de l'énergie. |              |              |                   |                        |                         |              |

### Consommation finale d'électricité
La consommation finale d'électricité par habitant en Finlande s'élevait en 2023 à 14 347 kWh, soit 4,2 fois la moyenne mondiale : 3 427 kWh en 2022, 2,16 fois celle de la France : 6 638 kWh, 2,41 fois celle de l'Allemagne : 5 957 kWh, et supérieure de 10,5 % à celle des États-Unis : 12 986 kWh.
La répartition par secteur de la consommation finale d'électricité a évolué comme suit :
| Secteur                                                  | 1990   | %    | 2000   | %    | 2010   | %    | 2020   | %    | 2022   | % 2022 | var. 2022/1990 |
| Industrie                                                | 32 518 | 55,2 | 42 898 | 56,7 | 40 360 | 48,3 | 36 089 | 46,9 | 34 766 | 45,2 % | +7 %           |
| Transport                                                | 425    | 0,7  | 538    | 0,7  | 740    | 0,9  | 816    | 1,1  | 1 092  | 1,4 %  | +157 %         |
| Résidentiel                                              | 14 599 | 24,8 | 17 441 | 23,0 | 22 904 | 27,4 | 22 040 | 28,7 | 22 713 | 29,5 % | +56 %          |
| Tertiaire                                                | 10 401 | 17,6 | 13 287 | 17,6 | 17 846 | 21,4 | 16 552 | 21,5 | 17 046 | 22,2 % | +64 %          |
| Agriculture                                              | 1 000  | 1,7  | 1 521  | 2,0  | 1 655  | 2,0  | 1 401  | 1,8  | 1 250  | 1,6 %  | +25 %          |
| Total                                                    | 58 943 | 100  | 75 684 | 100  | 83 504 | 100  | 76 898 | 100  | 76 866 | 100 %  | +30 %          |
| Source des données : Agence internationale de l'énergie. |        |      |        |      |        |      |        |      |        |        |                |

## Chaleur

### Réseaux de chaleur
Les réseaux de chaleur ont pris une part très importante dans le chauffage des bâtiments urbains ; les centrales de cogénération et centrales de chaleur qui les alimentent ont vu leur production augmentée de 102 % entre 1990 et 2023, portant leur part dans la couverture de la consommation finale d'énergie de 8,6 % à 16,2 % ; alors qu'en 1990 elles brûlaient surtout des combustibles fossiles (94,2 %), en particulier de la tourbe, les énergies renouvelables (en particulier le bois) ont atteint une part de 62,8 % en 2023 :
| Source                                                    | 1990   | %    | 2000    | %    | 2010    | %    | 2020    | %    | 2023    | % 2023 | var. 2023/1990 |
| Charbon+tourbe                                            | 52 254 | 60,2 | 53 648  | 35,6 | 72 372  | 34,3 | 38 397  | 22,5 | 24 801  | 21,5 % | -53 %          |
| Pétrole                                                   | 12 388 | 14,3 | 12 475  | 8,3  | 14 157  | 6,7  | 6 904   | 4,0  | 13 149  | 8,3 %  | +6 %           |
| Gaz naturel                                               | 17 165 | 19,8 | 45 351  | 30,1 | 50 175  | 23,8 | 21 778  | 12,7 | 14 779  | 4,0 %  | -14 %          |
| Total fossiles                                            | 81 807 | 94,2 | 111 474 | 74,0 | 136 704 | 64,8 | 67 079  | 39,2 | 52 729  | 33,7 % | -36 %          |
| Déchets municipaux renouv.                                | 423    | 0,5  | 774     | 0,5  | 2 211   | 1,0  | 7 287   | 4,3  | 8 356   | 4,2 %  | +1875 %        |
| Déchets industriels                                       | 0      |      | 425     | 0,3  | 884     | 0,4  | 432     | 0,3  | 312     | 0,2 %  | ns             |
| Biomasse solide                                           | 4 320  | 5,0  | 33 964  | 22,6 | 63 779  | 30,2 | 68 376  | 40,0 | 82 714  | 45,5 % | +1815 %        |
| Biogaz                                                    | 0      |      | 166     | 0,1  | 369     | 0,2  | 797     | 0,5  | 944     | 0,4 %  | ns             |
| Autres                                                    | 0      |      | 3 375   | 2,2  | 5 445   | 2,6  | 21 560  | 12,6 | 29 590  | 12,5 % | ns             |
| Total EnR                                                 | 4 743  | 5,5  | 38 279  | 25,4 | 71 804  | 34,0 | 98 498  | 57,4 | 122 778 | 62,8 % | +2489 %        |
| Déchets non renouvelables                                 | 282    | 0,3  | 837     | 0,6  | 2 465   | 1,2  | 5 871   | 3,4  | 6 836   | 3,5 %  | ns             |
| Total                                                     | 86 832 | 100  | 150 590 | 100  | 210 973 | 100  | 171 032 | 100  | 182 343 | 100 %  | +110 %         |
| Source des données : Agence internationale de l'énergie,. |        |      |         |      |         |      |         |      |         |        |                |

La consommation de la chaleur ainsi produite se répartissait en 2022 entre le secteur résidentiel : 41,0 %, l'industrie : 30,9 % et le secteur tertiaire : 26,9 %.
Les villes d’Helsinki, d’Espoo et de Kirkkonummi ont lancé en 2018 des études pour déterminer la possibilité de remplacer l'alimentation du chauffage urbain, assurée aujourd’hui par du gaz et du charbon, par des petits réacteurs nucléaires modulaires (SMR) ; cela pourrait permettre de réduire considérablement les émissions de gaz à effet de serre liées au chauffage en Finlande, en même temps que les importations de combustibles fossiles ; plus de la moitié des émissions de gaz à effet de serre d’Helsinki provient du chauffage urbain. Les 200 réseaux de chauffage urbain de la Finlande sont responsables de 5 Mt/an d'émissions de CO2, soit 15 % des émissions du pays. La mise en place de SMR pourrait convenir à 60 % des réseaux de chauffage urbain finlandais. En conservant la part actuelle de renouvelables, les SMR permettraient même de remplacer la quasi-totalité des énergies fossiles et de la tourbe dans le mix énergétique.

### Pompes à chaleur
La Finlande comptait 730 000 pompes à chaleur installées fin 2015 ; elles extraient plus de 5 TWh par an d'énergie de l'environnement ; c'est le mode de chauffage le plus populaire pour les nouvelles maisons individuelles, et elles remplacent de plus en plus le fioul, le chauffage électrique et la chaleur de réseau dans les bâtiments existants. En 2015, 60 000 pompes à chaleur ont été vendues.

## Impact environnemental

### Émissions de gaz à effet de serre
Les émissions de gaz à effet de serre (GES) dues à la combustion en Finlande s'élevaient en 2023 à 33,0 Mt d'équivalent CO2, en baisse de 40 % par rapport à 1990.
| Combustible                                 | 1971 Mt CO2 | 1990 Mt CO2 | 2023 Mt CO2 | %     | var. 2023/1990 | var. UE27 2023/1990 |
| Pétrole                                     | 31,5        | 27,4        | 18,6        | 56 %  | -32,1 %        | -22,1 %             |
| Gaz naturel                                 | -           | 5,1         | 2,9         | 9 %   | -43 %          | +28,6 %             |
| Charbon                                     | 8,7         | 21,8        | 8,8         | 27 %  | -59,6 %        | -67,1 %             |
| Total                                       | 40,8        | 55,0        | 33,0        | 100 % | -40 %          | -34,1 %             |
| Source : Agence internationale de l'énergie |             |             |             |       |                |                     |

### Émissions deCO2
Les émissions de CO2 dues à la combustion s'élevaient en 2023 à 5,62 tonnes d'équivalent CO2 par habitant, supérieures de 31 % à la moyenne mondiale (4,29 t/hab en 2022), de 11 % à celle de l'Union européenne (UE) : 5,05 t/hab en 2023, de 47 % à celle de la France (3,83 t/hab), mais inférieures de 11 % à celle de l'Allemagne (6,32 t/hab).
|                                             | 1971 | 1990  | 2023 | var. 2023/1971 | var. 2023/1990 | var.UE27 2023/1990 |
| Émissions CO2/habitant (t CO2)              | 8,64 | 10,80 | 5,62 | -35 %          | -48 %          | -39 %              |
| Source : Agence internationale de l'énergie |      |       |      |                |                |                    |

| | Émissions 2022      | part du secteur | Émissions/habitant | Émiss./hab. UE-27 |
| Secteur | Millions tonnes CO2 | %               | tonnes CO2/hab.    | tonnes CO2/hab.   |
| Secteur énergie hors élec. | 3,0                 | 9 %             | 0,54               | 0,37              |
| Industrie et construction | 10,5                | 31 %            | 1,89               | 1,42              |
| Transport | 9,7                 | 29 %            | 1,75               | 1,78              |
| dont transport routier | 9,2                 | 27 %            | 1,66               | 1,66              |
| Résidentiel | 4,9                 | 14 %            | 0,88               | 1,14              |
| Tertiaire | 3,8                 | 11 %            | 0,68               | 0,73              |
| Total | 34,0                | 100 %           | 6,12               | 5,61              |
| Source : Agence internationale de l'énergie * après ré-allocation des émissions de la production d'électricité et de chaleur aux secteurs de consommation. |                     |                 |                    |                   |

C'est surtout dans le secteurs de l'industrie que la Finlande dépasse largement la moyenne de l'Union européenne ; le secteur résidentiel est, à l'inverse, nettement moins émetteur de CO2 grâce à l'utilisation massive du bois-énergie et des pompes à chaleur.

### Plan dedécarbonation
Le gouvernement finlandais a publié le 14 juin 2019 un document fixant l'objectif de « rendre la Finlande neutre en carbone en 2035 et de présenter des émissions de dioxyde de carbone négatives peu de temps après, en accélérant les mesures de réduction des émissions et en renforçant les puits de carbone ». Le document de politique demande que la production d'électricité et de chaleur soit « pratiquement exempte d'émissions avant la fin des années 2030 ». La Finlande avait déjà décidé de mettre fin à son utilisation de charbon en tant que source d’énergie d’ici à mai 2029. L’utilisation de la tourbe comme principale source d’énergie devrait cesser au cours des années 2030 et son utilisation pour le chauffage devrait être progressivement éliminée au début des années 2030. L'électrification de la société et l'intégration de divers systèmes énergétiques (pour l'électricité, le chauffage et les transports) nécessitent une augmentation significative de la production d'énergie renouvelable.